# Oliver Sykes
Oliver "Oli" Scott Sykes (født 20. november 1986) er forsanger i Metalcore-bandet Bring Me The Horizon fra Sheffield, Yorkshire. 

## Karriere
Albummet Sempiternal, som blev udgivet i 2013, handler om Sykes’ svære tider som ung og voksen.
Sykes synger om misbrug og depression i hits som Can You Feel My Heart og Sleepwalking.
Efter at have modtaget Album of the Year-prisen ved de første Alternative Press Music Awards i 2014 afslørede Sykes en historie om afhængighed og misbrug af lægemidlet ketamin.

## Opvækst og tidlige liv
Sykes havde en svær opvækst og var deprimeret. Det gjorde at han senere blev afhængig af ketamin, omend Sykes er ikke en misbruger mere.
Fra en alder af 12 år har Sykes lidt af en form for natteforstyrrelser kendt som Sleep Paralysis, som er manglende evne til at bevæge sig under søvn.

## Privat
Sykes blev vegetar i 2003 efter at have set en dokumentarfilm om dyremishandling online og blev senere en veganer i 2013. Han blev et af ansigterne for PETA og designede velgørenheds-T-shirts med sloganet "Meat Sucks".
Sykes er ateist.
Den 12. juli 2015 blev Sykes gift i Toscana, Italien, med model og tatoveringskunstner Hannah Pixie Snowdon. I 2016 meddelte Sykes, at han og Snowdon var blevet skilt.